# Monte Pissis
El Pissis és un estratovolcà inactiu situat a l'Argentina que, després de l'Aconcagua i el Ojos del Salado, és el tercer pic més alt dels Andes i del continent americà.
Està ubicat en el límit entre les províncies de La Rioja a la seva cara sud i la de Catamarca a la seva cara nord, a l'angle nord-est de la primera i sud-oest de la segona, tot just a 31 km a l'est de la frontera xilena. El volcà està situat al mateix marge del desert d'Atacama, en una àrea força inhòspita i gairebé inaccessible, amb una climatologia mot adversa.
És un massís d'uns 25 km aprox. de llargària i de 12 a 15 km amplada, amb 5 cims principals superiors als 6.700 m. Forma la cota nord d'una important caldera conjuntament amb els següents volcans: el Baboso, el Reclus, el Gemelos Sud i Nord, el Bonete Chico, el Veladero, la Peña Azul i d'altres. Al bell mig de la caldera es troba la laguna del Inca Pillio.
L'aigua del desçlac de les seves glaceres alimenta la conca endorreica de la Salina de la Laguna Verde, la del riu Jáchal, a l'oest, la conca del riu Bermejo-Vinchina, al sud, cursos d'aigua tots dos que finalment acaben al riu Desaguadero.
El Monte Pissis duu aquest nom en memòria del geògraf francès Pierre Joseph Aimé Pissis (1812-1889), membre de l'acadèmia de les ciències xilena i topògraf al servei de Xile al segle xix.

## Ascensió
La primera ascensió la van realitzar els alpinistes polonesos Stefan Osiecki i Jan Alfred Szczepański, l'equip dels quals va romandre dos mesos a la zona realitzant també la primera ascensió al Ojos del Salado (6.900 m) i al Tres Cruces (6.758 m).
Per a la realització d'expedicions se sol recomanar l'estació hivernal per la disponibilitat d'aigua, tenint accés des del poblats de Fiambalá (Catamarca) com d'Alto Jagüé (La Rioja).